# Arctia pyrenaica
Arctia pyrenaica là một loài bướm đêm thuộc phân họ Arctiinae, họ Erebidae.